# Dohuk
Dohuk ou Duhok est une ville kurde du Kurdistan irakien. C'est la capitale de la province de Dahûk.

## Sport
- Stade de Duhok, où est basé le club de football Dohuk Sport Club.

## Personnalités
- Pascale Esho Warda (1961-), femme politique irakienne, est née à Dohuk.
- Hogir Hirori (1980-), cinéaste.